# Hochschulen in Baden-Württemberg
Dieser Artikel gibt einen Überblick über die Hochschulen in Baden-Württemberg. 

## A
- Hochschule Aalen – Technik und Wirtschaft, Aalen
- Hochschule Albstadt-Sigmaringen, Albstadt

## B
- Europäische Hochschule für Innovation und Perspektive (EHiP), Backnang
- Hochschule Biberach, Biberach an der Riß
- International University in Germany, Bruchsal (geschlossen)

## C
- Internationale Hochschule Calw, Calw
- SRH Hochschule Calw, Calw

## E
- Hochschule Esslingen, Esslingen am Neckar

## F
- Albert-Ludwigs-Universität, Freiburg im Breisgau
- Evangelische Fachhochschule Freiburg, Freiburg im Breisgau
- Hochschule für Musik Freiburg, Freiburg im Breisgau
- Katholische Hochschule Freiburg, Freiburg im Breisgau
- Pädagogische Hochschule Freiburg,  Freiburg im Breisgau
- Freie Hochschule für Grafik-Design & Bildende Kunst Freiburg, Freiburg im Breisgau
- Zeppelin Universität, Friedrichshafen
- Hochschule Furtwangen University, Furtwangen im Schwarzwald

## H
- Hochschule für Kirchenmusik Heidelberg, Heidelberg
- SRH Fachhochschule Heidelberg, Heidelberg
- Hochschule für Jüdische Studien, Heidelberg
- Pädagogische Hochschule Heidelberg,  Heidelberg
- Ruprecht-Karls-Universität Heidelberg, Heidelberg
- Hochschule Fresenius Heidelberg, Heidelberg
- Duale Hochschule Baden-Württemberg Heidenheim, Heidenheim
- Duale Hochschule Baden-Württemberg Heilbronn, Heilbronn
- German Graduate School of Management and Law, Heilbronn
- Hochschule Heilbronn, Heilbronn

## I
- Naturwissenschaftlich-Technische Akademie Isny, Isny im Allgäu

## K
- Hochschule Karlsruhe (HKA), Karlsruhe
- Hochschule für Musik Karlsruhe, Karlsruhe
- Karlsruher Institut für Technologie (KIT), Karlsruhe
- Karlshochschule International University, Karlsruhe
- Pädagogische Hochschule Karlsruhe, Karlsruhe
- Staatliche Akademie der Bildenden Künste Karlsruhe, Karlsruhe
- Staatliche Hochschule für Gestaltung Karlsruhe, Karlsruhe
- Duale Hochschule Baden-Württemberg Karlsruhe, Karlsruhe
- Hochschule für öffentliche Verwaltung Kehl, Kehl
- Allensbach Hochschule Konstanz (bis 2015 Wissenschaftliche Hochschule Lahr/Schwarzwald)
- Hochschule Konstanz Technik, Wirtschaft und Gestaltung, Konstanz
- Universität Konstanz, Konstanz

## L
- Duale Hochschule Baden-Württemberg Lörrach, Lörrach
- Akademie für Darstellende Kunst Baden-Württemberg, Ludwigsburg
- Evangelische Fachhochschule Reutlingen-Ludwigsburg, Ludwigsburg
- Hochschule für öffentliche Verwaltung und Finanzen Ludwigsburg, Ludwigsburg
- Filmakademie Baden-Württemberg, Ludwigsburg
- Pädagogische Hochschule Ludwigsburg, Ludwigsburg

## M
- Fachhochschule des Bundes für öffentliche Verwaltung FB Bundeswehrverwaltung, Mannheim
- Hochschule der Bundesagentur für Arbeit, Mannheim
- Staatliche Hochschule für Musik und Darstellende Kunst Mannheim, Mannheim
- Technische Hochschule Mannheim, Mannheim
- Popakademie Baden-Württemberg, Mannheim
- Universität Mannheim, Mannheim
- Duale Hochschule Baden-Württemberg Mannheim, Mannheim
- Duale Hochschule Baden-Württemberg Mosbach, Mosbach

## N
- Hochschule für Wirtschaft und Umwelt Nürtingen-Geislingen, Nürtingen
- Hochschule für Kunsttherapie Nürtingen, Nürtingen

## O
- Hochschule Offenburg, Offenburg

## P
- Hochschule Pforzheim, Pforzheim

## R
- Hochschule Ravensburg-Weingarten, Weingarten (Württemberg)
- Duale Hochschule Baden-Württemberg Ravensburg, Ravensburg
- Hochschule Reutlingen, Reutlingen
- Theologische Hochschule Reutlingen, Reutlingen
- SRH Fernhochschule, Riedlingen
- Hochschule für Forstwirtschaft Rottenburg, Rottenburg am Neckar
- Hochschule für Kirchenmusik der Diözese Rottenburg-Stuttgart, Rottenburg am Neckar

## S
- Hochschule für Gestaltung Schwäbisch Gmünd, Schwäbisch Gmünd
- Pädagogische Hochschule Schwäbisch Gmünd, Schwäbisch Gmünd
- Hochschule für Rechtspflege, Schwetzingen
- Hochschule Albstadt-Sigmaringen, Sigmaringen
- AKAD-Fachhochschule Stuttgart, Stuttgart
- Duale Hochschule Baden-Württemberg Stuttgart, Stuttgart
- Freie Hochschule Stuttgart, Stuttgart
- Hochschule der Medien Stuttgart, Stuttgart
- Hochschule für Kommunikation und Gestaltung, Standort Stuttgart
- Hochschule für Musik und Darstellende Kunst Stuttgart, Stuttgart
- Hochschule für Technik Stuttgart, Stuttgart
- International School of Management, Standort Stuttgart
- Merz-Akademie Stuttgart, Stuttgart
- Staatliche Akademie der Bildenden Künste Stuttgart, Stuttgart
- Universität Hohenheim, Stuttgart
- Universität Stuttgart, Stuttgart
- Württembergische Verwaltungs- und Wirtschafts-Akademie, Stuttgart

## T
- Hochschule für Musik Trossingen, Trossingen
- Eberhard Karls Universität Tübingen, Tübingen
- Hochschule für Kirchenmusik Tübingen, Tübingen
- Hochschulcampus Tuttlingen – Fakultät „Industrial Technologies“, Tuttlingen

## U
- Hochschule für Kommunikation und Gestaltung, Ulm
- Technische Hochschule Ulm, Ulm
- Universität Ulm, Ulm

## V
- Hochschule für Polizei Baden-Württemberg, Villingen-Schwenningen
- Duale Hochschule Baden-Württemberg Villingen-Schwenningen, Villingen-Schwenningen

## W
- Gustav-Siewerth-Akademie, Weilheim (Baden) (im Juni 2013 staatliche Anerkennung entzogen)
- Hochschule Ravensburg-Weingarten, Weingarten
- Pädagogische Hochschule Weingarten, Weingarten

- Karte mit allen verlinkten Seiten:
- OSM |
- WikiMap